# Darline (cràter)
Darline és un cràter d'impacte en el planeta Venus de 13 km de diàmetre. Porta el nom d'un antropònim anglo-saxó, i el seu nom va ser aprovat per la Unió Astronòmica Internacional el 1994.